# Wolfgang Thüne (Turner)
Wolfgang Thüne (* 8. Oktober 1949 in Heiligenstadt) ist ein ehemaliger deutscher Geräteturner. Sein Heimatverein war der ASK Vorwärts Potsdam und nach seiner Flucht aus der DDR der TSV Bayer 04 Leverkusen.

## Leben
Er gewann mit der Mannschaft der DDR bei den Olympischen Sommerspielen 1972 in München eine Bronzemedaille im Mannschaftsmehrkampf. Im Einzelmehrkampf erreichte er bei diesen Spielen den neunten Rang. Auch bei den Weltmeisterschaften 1970 in Ljubljana und 1974 in Warna wurde er mit der DDR-Mannschaft Dritter im Mehrkampf. Sein größter Einzelerfolg war der Gewinn der Silbermedaille am Reck bei den Weltmeisterschaften 1974. Am gleichen Gerät hatte er ein Jahr zuvor bei den Europameisterschaften 1973 den dritten Platz belegt.
Bei DDR-Meisterschaften gewann er 1973 und 1974 im Mehrkampf, 1969, 1973 und 1974 am Pauschenpferd, 1973 und 1974 im Ringeturnen sowie 1974 am Reck insgesamt acht Einzeltitel. Wolfgang Thüne, der in der DDR beruflich als Offizier der Nationalen Volksarmee tätig war, floh mit Unterstützung durch den Reck-Weltmeister von 1974 Eberhard Gienger am 2. Juni 1975 während der Europameisterschaft in Bern in die Bundesrepublik Deutschland. Gienger nahm Thüne sowie einen westdeutschen Kampfrichter (von Beruf Polizist) in seinem Wagen mit über die schweizerisch-bundesdeutsche Grenze. Bei der Passkontrolle wurde Gienger vom Grenzer erkannt, er gab an, seinen Ausweis im Kofferraum zu haben und durfte mit seinen Mitfahrern passieren. Thüne stieg in Emmendingen aus, während Gienger nach Bern zurückfuhr. Um auszuschließen, dass Gienger künftige Wettkampfreisen in den Ostblock wegen der Fluchthilfe verweigert werden, gab Thüne öffentlich an, er sei per Anhalter geflohen. In der DDR wurde er in Abwesenheit wegen Fahnenflucht verurteilt. Er schloss sich in der Bundesrepublik dem Verein TSV Bayer 04 Leverkusen an und wurde 1977 deutscher Meister im Mehrkampf, am Pauschenpferd und im Pferdsprung.
Nach dem Ende seiner aktiven Laufbahn (der Sportmediziner Armin Klümper hatte ihm wegen Knorpelablagerungen in den Knien eine Untauglichkeit die Fortsetzung seiner Laufbahn bescheinigt) war er hauptberuflich im Versicherungswesen und ehrenamtlich als Trainer am Leistungszentrum in Frankfurt am Main tätig. Thüne äußerte öffentlich Kritik an der Führung des Deutschen Turner-Bundes (DTB) sowie an den angewandten Trainingsmethoden, woraufhin ihm eine Stelle als Bundestrainer der Damen verweigert wurde, was Thüne wiederum zu den Aussage veranlasste: „Ich bin doch gerade deshalb geflüchtet, um unabhängig zu sein, um sagen zu dürfen, was ich will. [...] Die Art, wie mich der DTB damals behandelte, unterschied sich keinen Deut den Methoden, wie sie mir in der DDR begegnet waren.“
Im Herbst 1979 kehrte er vorübergehend als Aktiver in den Turnsport zurück und nahm an der Norddeutschen Meisterschaft teil. Obwohl sich Eberhard Gienger und Bundestrainer Vaclav Kubicka für eine Berufung Thünes in die Nationalmannschaft nach dessen Rückkehr in den Wettkampfsport aussprachen, wurde Thüne vom DTB nicht in die bundesdeutsche Nationalriege berufen. Der Verband gab als Grund an, Thüne habe wegen seiner Flucht aus der DDR ohnehin nicht bei den anstehenden Olympischen Sommerspielen 1980 in Moskau turnen dürfen, des Weiteren habe man lieber auf einen jüngeren Turner setzen wollen. Bei der deutschen Meisterschaft Anfang November 1979 wurde Thüne Vizemeister am Reck und anschließend für die Vorbereitung auf die Weltmeisterschaft doch in die Nationalmannschaft berufen.
Ab Ende März 1980 wirkte Thüne beim TSV Bayer 04 Leverkusen als Trainer. Nach der Schließung der Kunstturnabteilung des Vereins wechselte er 2004 zum hessischen Leistungszentrum nach Wetzlar und wirkte dort als Trainer. Für das Kultusministerium in Hessen war er zudem Trainer für Talentsuche- und sichtung.
Seit dem Renteneintritt im Jahr 2015 wirkt er in der Bildungsarbeit zur Stärkung der Demokratie als Zeitzeuge, so für die Bundesstiftung zur Aufarbeitung der SED-Diktatur. und die politiksprecher e. V.